# Paint Creek (Texas)
Paint Creek est une zone non-incorporée du comté de Haskell au Texas.
Lors du recensement de 2010, sa population s'élevait à 324 habitants. La communauté est située à 64 km au nord d'Abilene.

## Histoire
Paint Creek tire son nom du cours d'eau voisin, que le barrage de Stamford retient à 8 miles à l'est de la communauté pour former le lac Stamford (en). En 2011, les rapports de presse indiquaient que le comté de Haskell avait une population de 5 899 habitants, en baisse par rapport aux 14 000 habitants de 1950.
C'est la ville natale de Rick Perry, 14e secrétaire d'État à l'Énergie des États-Unis, ancien gouverneur du Texas et deux fois candidat à la présidence des États-Unis, qui a été le 47e gouverneur du Texas et celui qui est resté le plus longtemps en poste dans l'histoire de l'État.
Les élèves de la région sont scolarisés dans le Paint Creek Independent School District.

## Données démographiques
Selon l'American Community Survey (ACS) de 2009, 324 personnes résidaient dans la région, qui comptait 608 logements. La composition raciale du comté était de 95,9 % de Blancs, avec 4,1 % de personnes issues de deux races ou plus. Environ 6,2 % de la population était hispanique ou latino-américaine, toutes races confondues.
Dans le comté, la population se répartissait comme suit : 12,3% de moins de 20 ans, 5,70% de 18 à 24 ans, 1,2% de 20 à 24 ans, 3,0% de 25 à 34 ans, 18,0% de 35 à 44 ans, 12,4% de 45 à 54 ans, 5,6% de 55 à 59 ans, 20,1% de 60 à 64 ans, 28,10% de 65 ans ou plus. L'âge médian était de 56,9 ans.